# アクチュエータ
アクチュエータ（英: actuator）は、入力されたエネルギーもしくはコンピュータが出力した電気信号を、物理的運動に変換する、機械・電気回路を構成する機械要素である。能動的に作動または駆動するもの。

## 概要
アクチュエータは電動機やエンジンのようにものを動かす駆動装置と、その動作により制御を行う機械、油・空圧・熱・電磁など物理的な装置を指す。利用する作動原理（入力・出力するエネルギー）によりさまざまなものがある。伸縮・屈伸・旋回といった単純な運動をするものに限る場合と、電動機（モーター）やエンジンのような動力を持続的に発生させるものも含む場合がある。
アクチュエータは基本的にエネルギーを与えることで運動を発生させる。何らかの装置に組み込む場合は電気的な信号によって制御できるようにするなどして制御機構に組み込む。制御方式は利用するエネルギーの種類やアクチュエータ自身の用途にも拠り様々である。単純な開閉器（スイッチ）やバルブによるものがある。ハンドルやレバーといった操作部分に連結しているものもある。大きな力を発生させるアクチュエータを動作させるために動力伝達装置の開閉器に取り付けられた小型のアクチュエータなど、様々な利用のされ方がある。

## 歴史
産業革命以後、船舶が大型化され、人力での操舵が困難になり、油圧式の制御装置が導入され建設機械の普及にも油圧式アクチュエータが重要な役割を果たした。空気圧式アクチュエータは19世紀末より鉄道車両のブレーキやドア開閉装置などに利用される。射出成形機や産業用ロボットは当初は油圧式が主流だったが、1990年代以降パワーエレクトロニクスの発達により、電動式のパワー密度と信頼性が向上すると制御性、エネルギー効率の優れた電動式が市場占有率を高めたが、2010年代にボストン・ダイナミクスが多脚ロボットに精密油圧制御を導入したことにより、潮流が変わり、長所が再び注目され、ロボットへの油圧アクチュエータの導入が増えつつある。

## 種類
電磁石で得られる動力を利用するものをソレノイドアクチュエータと呼ぶ。航空機や産業用ロボットなどに見られる油圧により駆動されるものもある。また筋肉も化学エネルギーを利用したアクチュエータの一種と見たてることがある。形状記憶合金を使い、電流を入力することで発生するジュール熱による変形を利用したアクチュエータも実用に供されている。
- 電気系
  - ソレノイド（電磁弁）
  - 電動機、サーボモータ
- 圧力装置
  - 動力シリンダー（油圧シリンダー・空圧シリンダー・水圧シリンダー・電動シリンダー）
- 変換機
  - リニア・アクチュエーター（リニアモーターによる往復駆動装置）
  - ラバー・アクチュエーター（ゴムチューブへの加減圧による変形を利用した往復駆動装置）

### 電気式アクチュエータ
エネルギー効率が高く、精密制御が可能。パワーエレクトロニクスの発達により、電気式のパワー密度と信頼性が向上したことで主流になった。

### 油圧式アクチュエータ
出力重量比が高く、堅牢で耐衝撃性に優れる。2010年代には精密制御が可能になり電気式の牙城を侵食しつつある。

### 空気圧式アクチュエータ
単純でトルクがあるので単純な動作に使用される。以前は位置決め精度が電動式と比較して劣っていたが精密制御が可能になりつつある。

### 化学式アクチュエータ
化学エネルギーを力学エネルギーに変換する。まだ実験段階で複数の方式が模索される。

### 磁性流体アクチュエータ
磁性流体を用いたアクチュエータ。

### 電気粘性流体アクチュエータ
電気粘性流体を用いたアクチュエータ。粘性を制御可能で減衰係数を変える事により建築物の制振機構や車両のセミアクティブサスペンション等の用途に適用できる。

## 応用
ロボットの関節を動作させるなどの利用が見られる。この中にはエネルギーを与えたときだけ縮み、エネルギーを絶つと外部の力に対して受動的になるアクチュエータも多く、関節を動作させる場合には、関節を曲げるアクチュエータと、伸ばすアクチュエータがセットになっていたり、或いは片側をばねの弾力で肩代わりさせるなどの設計様式も見られる。複雑な所では力の合成を利用して複数アクチュエータから得られる力を利用して、軸を支点として複雑な運動を行う場合もある。
こういった複雑な動作を要求されるアクチュエータは制御のために状態を検出するセンサと同時に組み込まれ、状態を監視する（センシング）。これによってアクチュエータに入力されるエネルギーを調節され、望みどおりの運動を行うが、建設機械のような単純なものでは操作者が各々の関節の状態を目視で確認・調節することからこういった状態把握のためのセンサ類は利用されない。
2000年代では制御用コンピュータの高性能化・小型化が進み、ロボットがより現実的な装置として開発されているが、その陰でアクチュエータもより効率よく動作するものが求められており、センシング技術も並行する形でセンサの小型化・高精度化や一定の情報処理機能を備える知能化が進んでおり、これらがロボット工学の全体的な発展を促している。

## メーカー
- IAI
- LINAK
- TiMOTION
- YAMAHA
- 日本精工
- スマートロボティクス
- THK
- 黒田精工
- ケーエスエス
- 日本トムソン
- TAIYO
- MISUMI
- アイセル
- 日本ギア工業[12]（バルブアクチュエータ）